# Кочино-Распасеевка
Кочино-Распасеевка (укр. Кочине-Розпасіївка) — село, относится к Белокуракинскому району Луганской области Украины.
Население по переписи 2001 года составляло 77 человек. Почтовый индекс — 92213. Телефонный код — 6462. Занимает площадь 0,479 км². Код КОАТУУ — 4420988204.

## Местный совет
92212, Луганська обл., Білокуракинський р-н, с. Червоноармійське  (укр.)